# Йеха
Йеха (англ. Yeha, геэз ይሐ yiḥa, древнее южноаравийское письмо  ḤW) — деревня на севере Эфиопии, находится в Центральной зоне (Mehakelegnaw Zone) региона Тыграй. Центральное статистическое агентство Эфиопии не опубликовало примерной статистики по численности населения деревни в 2005 году.
В Йехе находится самое древнее стоящее строение на территории Эфиопии: башня, построенная в сабейском стиле, датируется либо VIII, либо VII веком до н. э. Именно эта башня даёт некоторым исследователям основания полагать, что Йеха была столицей царства Дʿмт. Уцелели стены раннего храма. Среди других развалин — Грат Беал Гебри (Grat Beal Gebri) с квадратными колоннами.
Также в Йехе находится монастырь Эфиопской православной церкви, основанный, согласно существующей традиции, Аббой Афце (Abba Aftse), одним из Девяти святых. В своём описании Абиссинии Франсишку Альвареш писал о посещении этого города в 1520 году (который он называл Аббафацем («Abbafaçem»)) и описал древнюю башню, монастырь и местную церковь, которая также восходит ко временам Аксумского царства. В этом древнем сооружении находится музей.
Начиная с 1952 года в Йехе Эфиопским институтом археологии (Ethiopian Institute of Archeology) также проводились археологические раскопки. Приостановленные во времена правления Дерга, раскопки были возобновлены в 1993 году группой французских археологов.

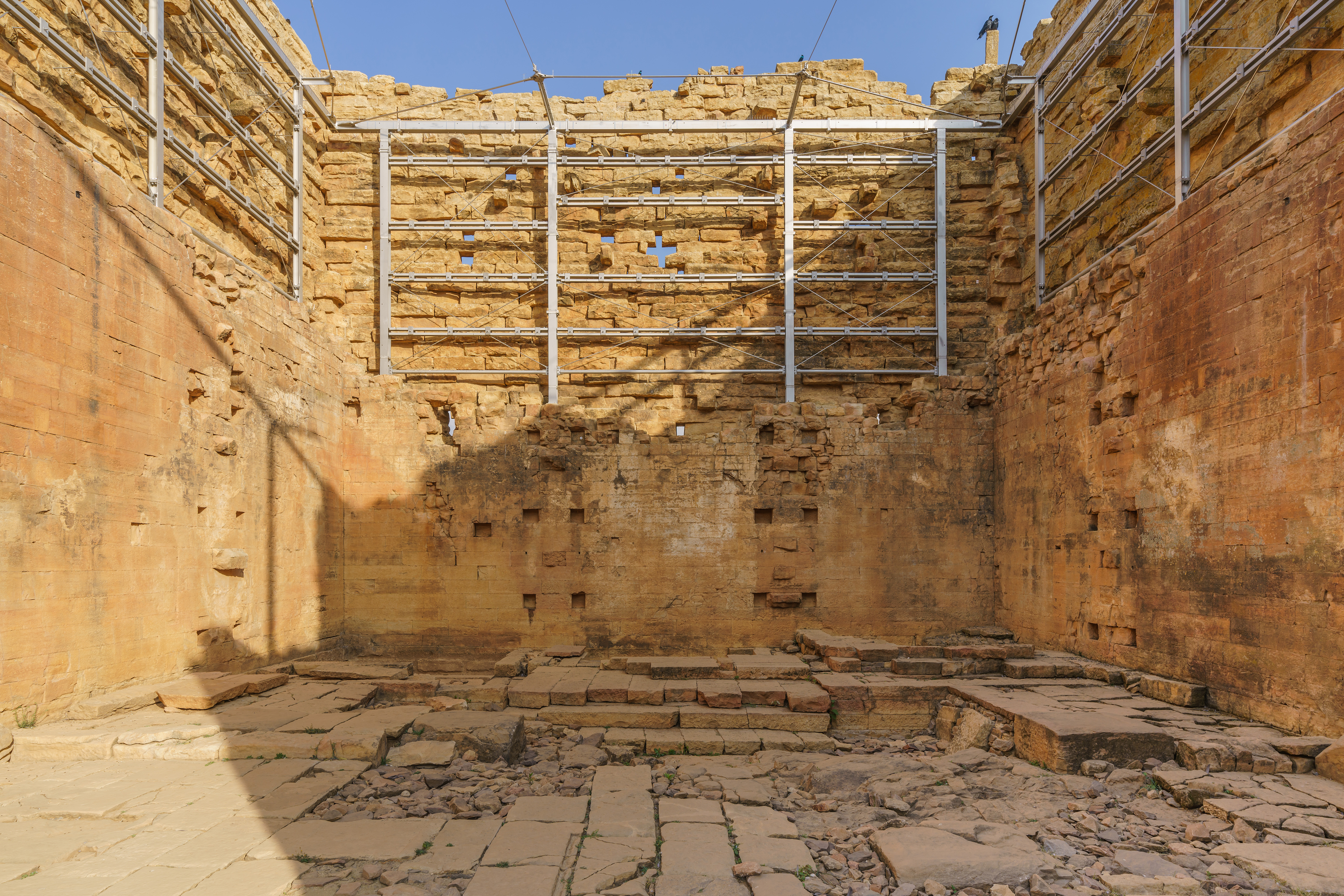
Развалины храма, внутренний вид
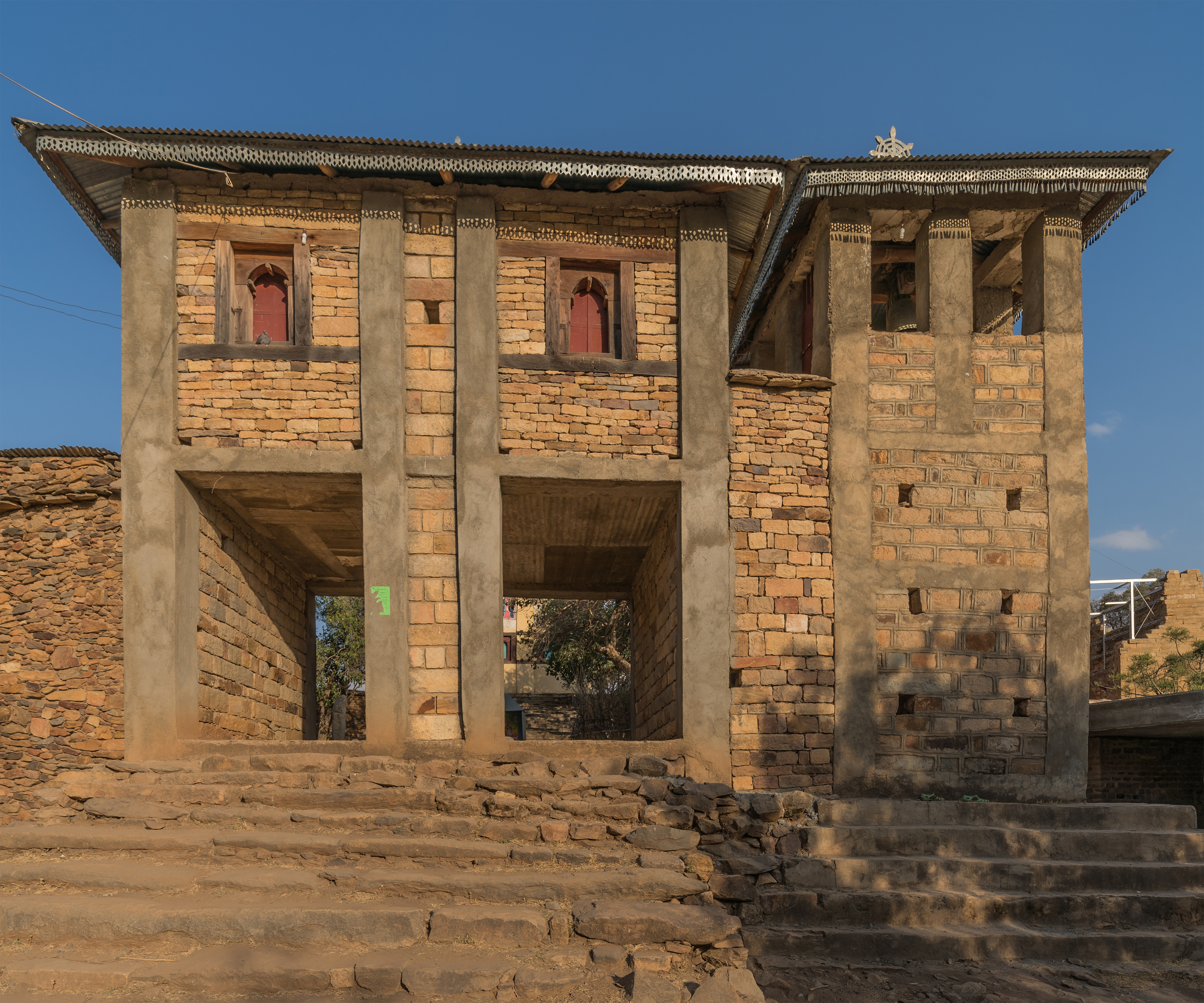
Вход в монастырь
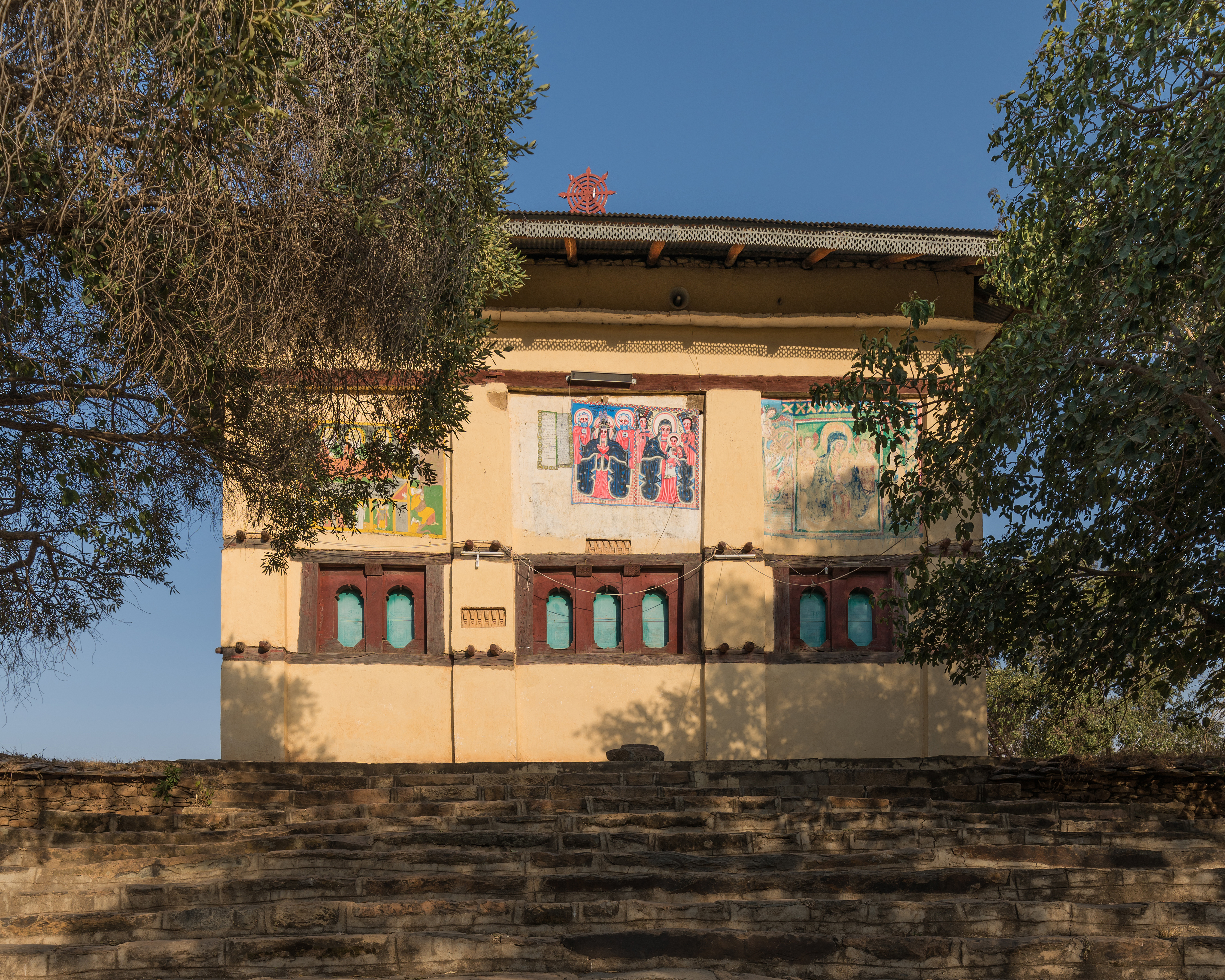
Церковь Аббы Афце
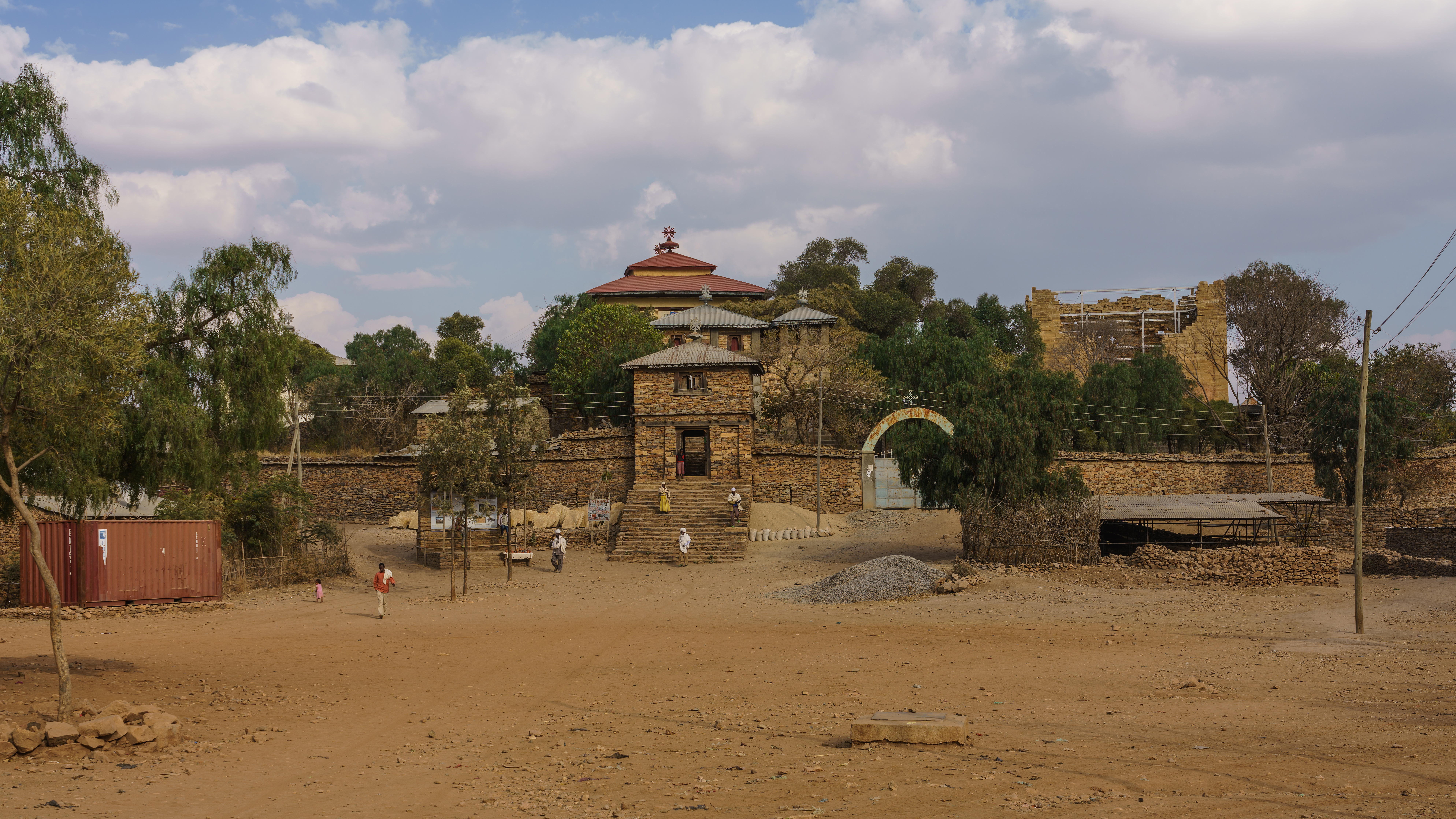
Общий вид монастыря в Йехе